# Ünlüpınar, Kelkit
Ünlüpınar là một xã thuộc huyện Kelkit, tỉnh Gümüşhane, Thổ Nhĩ Kỳ. Dân số thời điểm năm 2008 là 2.793 người.